# Dunston – Allein im Hotel
Dunston – Allein im Hotel ist eine US-amerikanische Filmkomödie aus dem Jahr 1996.

## Handlung
Majestic ist ein Fünf-Sterne-Hotel, das von Robert Grant geleitet wird. Es bewirbt sich um den sechsten Stern.
Lord Rutledge kommt als Gast, er bringt den Affen Dunston mit, der zum Stehlen abgerichtet wurde. Die Ereignisse gefährden die Aufwertung der Anlage.
Grants Söhne Brian und Kyle nehmen sich Dunstons an.

## Kritiken
James Berardinelli schrieb auf ReelViews, der Film wirke wie eine schlechte Folge von Fawlty Towers. Die Drehbuchschreiber schienen Siebenjährige im Sinn gehabt zu haben.
Kevin Thomas schrieb in der Los Angeles Times (12. Januar 1996), die Komödie sei „köstlich“ und „witzig“. Faye Dunaway wirke „hinreißend“.
Das Lexikon des internationalen Films meinte: „Eine lieblos erdachte und stereotyp inszenierte Familien-Unterhaltung, die ganz auf die Publikumswirksamkeit des tierischen Hauptdarstellers setzt, sich dabei aber als zunehmend unsensibler erweist.“

## Roman
- 1996: Dinah Sawyer: Dunston - Allein im Hotel, Goldmann Verlag, ISBN 978-3442435661

## Auszeichnungen
„Dunston – Allein im Hotel“ wurde 1997 für den Young Artist Award nominiert, eine weitere Nominierung galt Eric Lloyd. Faye Dunaway wurde 1997 für die Goldene Himbeere nominiert.

## Sonstiges
Die Komödie spielte in den US-Kinos etwa 18,8 Millionen Dollar ein.